# 성포중학교 (경기)
성포중학교(聲浦中學校)는 대한민국 경기도 안산시 상록구 월피동에 있는 공립 중학교이다.

## 학교 연혁
- 1989년 12월 22일 : 성포중학교 설립인가 (33학급)
- 1990년 3월 1일 : 초대 이중섭 교장 취임
- 1990년 3월 6일 : 제1회 입학 (11학급 571명)
- 1993년 2월 15일 : 제1회 졸업식 (남 348명, 여 368명 계 716명)
- 2001년 10월 15일 : 급식실 완공 및 개소
- 2003년 6월 14일 : 디지털 도서관 개관
- 2003년 11월 24일 : 교실 증축 (7실)
- 2008년 3월 3일 : 특수학급 신설 (1개반)
- 2009년 3월 2일 : 경기도교육청 교육과정시범학교 지정(2009.03.01~2011.02.28)
- 2023년 1월 6일 : 제31회 졸업식(7학급 208명, 연인원 18,492명)
- 2023년 3월 2일 : 제34회 입학식(6학급 165명)
- 2023년 9월 1일 : 제15대 최미영 교장 취임

## 참고 자료
- 성포중학교 - 한국교육학술정보원 학교알리미